# Gauliga Ostpreußen
Die Gauliga Ostpreußen war eine von 16 obersten Fußballligen, die nach der nationalsozialistischen Machtergreifung 1933 in Deutschland gegründet wurden. In ihr wurde der ostpreußische Teilnehmer an der Endrunde zur Deutschen Meisterschaft ermittelt.

## Geschichte

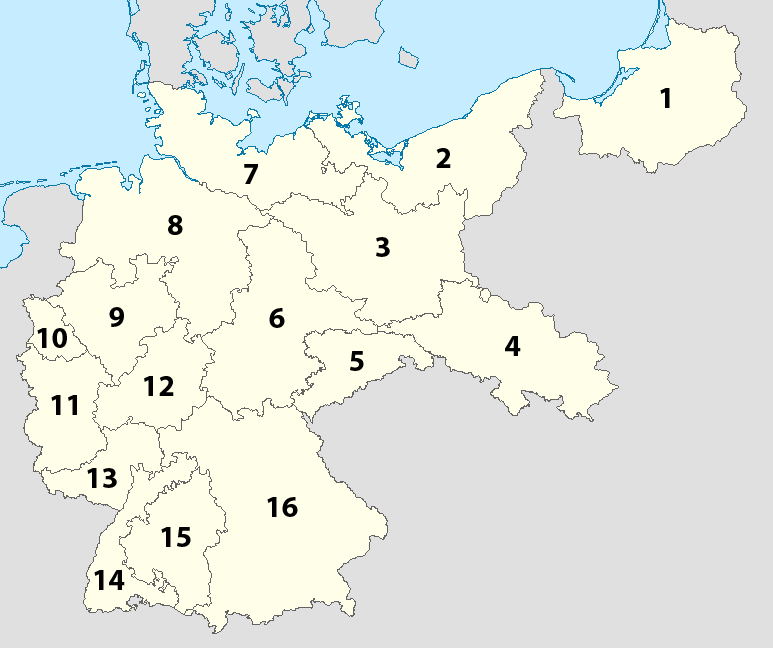
Die Gau-Einteilung 1933,
Nr. 1 = Ostpreußen

Nach der Gleichschaltung der Nationalsozialisten im Jahr 1933 wurden alle bisherigen Fußball-Verbände aufgelöst. Der Spielbetrieb wurde nun in vorerst 16 Fußballgauen organisiert und als höchste Spielklasse jeweils eine Gauliga eingerichtet. Die 16 Gauligameister waren für die Endrunde um die deutsche Meisterschaft qualifiziert. Die Gauliga Ostpreußen bestand aus Vereinen des ehemaligen Baltischen Rasen- und Wintersport-Verbandes.
Die Gauliga Ostpreußen bestand bei ihrer Einführung 1933 aus zwei Staffeln, in denen jeweils sieben Mannschaften um die ostpreußische Meisterschaft und damit den Teilnehmer an der Endrunde der deutschen Meisterschaft spielten. Die Staffelsieger spielten in Hin- und Rückspiel den Gaumeister aus. Am 30. Juni 1935 wurde auf einer Tagung der Fußballkreisführer beschlossen, ein geändertes Spielsystem im Gau Ostpreußen-Danzig einzuführen. Der Spielbetrieb fand zuerst in den bestehenden vier zweitklassigen Bezirksklassen statt, wobei die Gauligisten aus der Vorsaison ebenfalls nun in den Bezirksklassen spielten. Die jeweils zwei besten Mannschaften pro Bezirksklasse qualifizierten sich dann für die eigentliche Gauliga, die in zwei Gruppen mit je vier Mannschaften ausgetragen wurde. Die beiden Gruppensieger  trafen dann in zwei Entscheidungsspielen um die Gaumeisterschaft aufeinander. Dieses System wurde drei Spielzeiten lang durchgeführt, wobei sich jedes Jahr neu durch eine vordere Platzierung in der Bezirksklasse für die Gauliga qualifiziert werden musste.
Erst zur Spielzeit 1938/39 wurde wieder eine feststehende Gauliga installiert, hierfür qualifizierten sich die jeweils beiden besten Vereine aus den vier Bezirksklassen der Vorsaison sowie zwei Vertreter aus der Qualifikationsrunde der Bezirksdritten. Die folgende Spielzeit litt an der schlechten Witterung und dem Einfluss des Weltkrieges. Wegen anhaltendem Frost und Terminschwierigkeiten wurde die Austragung der Gaumeisterschaft ab April 1940 auf die Vereine VfB Königsberg, SC Preußen Danzig, BuEV Danzig und SV Prussia-Samland Königsberg begrenzt, die bisher zwischen diesen Mannschaften stattgefundenen Spiele behielten ihre Gültigkeit. 1940 wurden die Mannschaften des Regierungsbezirks Marienwerder (bis 1939 Reg.bez. Westpreußen) und Danzigs der neuen Gauliga Danzig-Westpreußen zugeordnet. Daher begann die Spielzeit in Ostpreußen mit acht Mannschaften, nach dem Rückzug von Rasensport-Preußen Königsberg während der Spielzeit wurde die Saison allerdings mit nur sieben Klubs beendet. Analog verliefen die folgenden beiden Spielzeiten, als sich Preußen Insterburg nach dem vierten Spieltag bzw. ein Jahr später SV Preußen Mielau nach dem zweiten Spieltag zurückzog. Die Spielzeit 1944/45 fand kriegsbedingt nur noch in Königsberg statt.
Bei den Endrunden zur deutschen Fußballmeisterschaft waren die Vertreter der Gauliga Ostpreußen qualitativ den Vereinen aus dem Rest von Deutschland unterlegen. Bis zum Ausbruch des Zweiten Weltkrieges konnte die Gruppenphase nie überstanden werden, meist wurden die Gaumeister aus Ostpreußen Letzter oder Vorletzter ihrer jeweiligen Gruppe. Zu Beginn des Zweiten Weltkrieges, als viele Vereine Spieler auf Grund von Kriegseinsätzen verloren, glich sich die Spielstärke wieder etwas an. So konnte der VfB Königsberg bei der deutschen Fußballmeisterschaft 1941/42 bis ins Viertelfinale vordringen und verlor dort knapp mit 1:2 gegen Blau-Weiß 90 Berlin. Auch in der darauf folgenden Saison erreichte Königsberg das Viertelfinale, auf Grund des Einsatzes eines nicht spielberechtigten Akteurs im Erstrundenspiel wurde Königsberg jedoch ausgeschlossen.

## Gaumeister 1934–1945
| Saison  | Gaumeister Ostpreußen    | Abschneiden deutsche Meisterschaft  | Deutscher Meister                   |
| ------- | ------------------------ | ----------------------------------- | ----------------------------------- |
| 1933/34 | SC Preußen Danzig        | Gruppenvierter Gruppe A             | FC Schalke 04                       |
| 1934/35 | Yorck Boyen Insterburg   | Gruppenvierter Gruppe A             | FC Schalke 04                       |
| 1935/36 | SV Hindenburg Allenstein | Gruppenvierter Gruppe A             | 1. FC Nürnberg                      |
| 1936/37 | SV Hindenburg Allenstein | Gruppendritter Gruppe A             | FC Schalke 04                       |
| 1937/38 | Yorck Boyen Insterburg   | Gruppenvierter Gruppe A             | Hannover 96                         |
| 1938/39 | SV Hindenburg Allenstein | Gruppendritter Gruppe 1             | FC Schalke 04                       |
| 1939/40 | VfB Königsberg           | Gruppenzweiter Gruppe 1a            | FC Schalke 04                       |
| 1940/41 | VfB Königsberg           | Gruppendritter Gruppe 2a            | SK Rapid Wien                       |
| 1941/42 | VfB Königsberg           | Viertelfinale                       | FC Schalke 04                       |
| 1942/43 | VfB Königsberg           | ausgeschlossen A                    | Dresdner SC                         |
| 1943/44 | VfB Königsberg           | Achtelfinale                        | Dresdner SC                         |
| 1944/45 | abgebrochen              | keine deutsche Fußballmeisterschaft | keine deutsche Fußballmeisterschaft |

## Rekordmeister

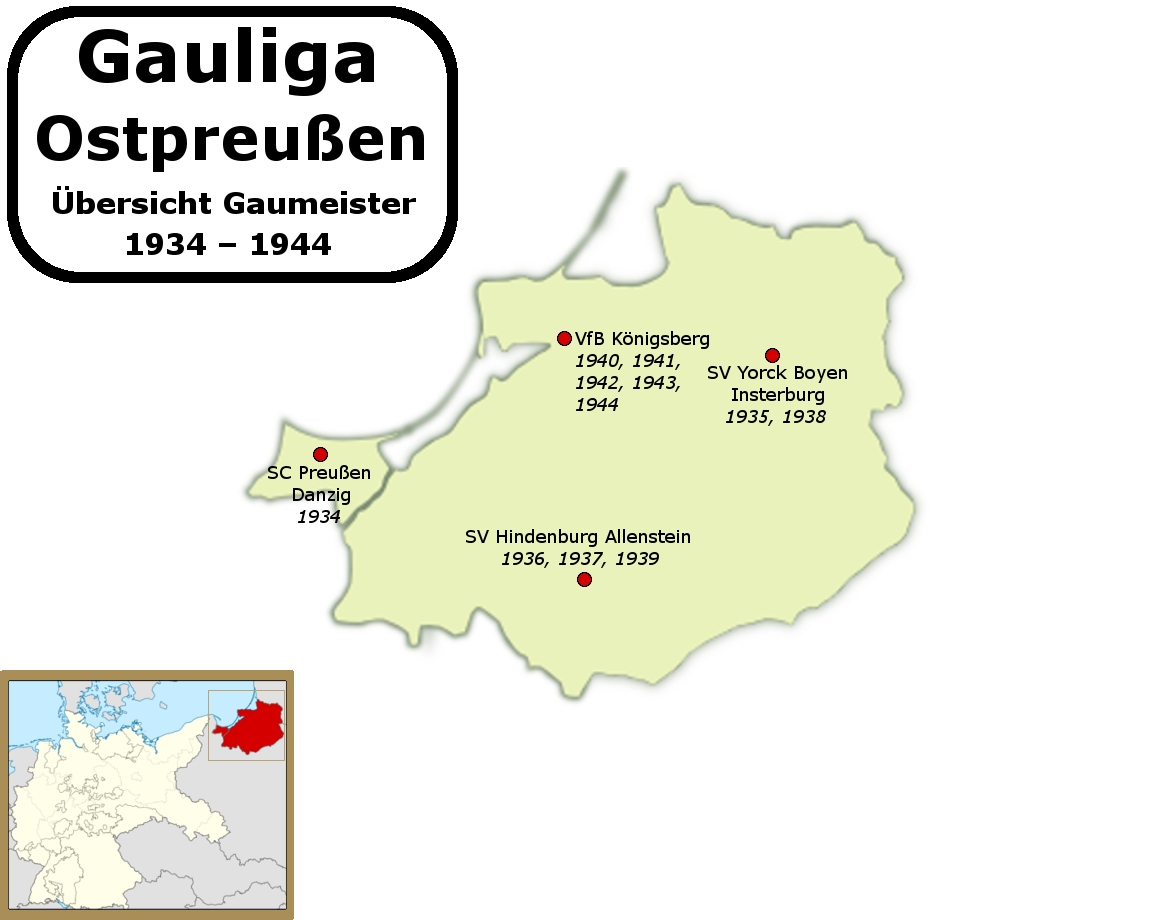
Übersicht Meister Gauliga Ostpreußen

Rekordmeister der Gauliga Ostpreußen ist der VfB Königsberg, welcher die Gaumeisterschaft fünfmal gewinnen konnte.
|  | Verein                    | Titel | Jahr                         |
|  | ------------------------- | ----- | ---------------------------- |
|  | VfB Königsberg            | 5     | 1940, 1941, 1942, 1943, 1944 |
|  | SV Hindenburg Allenstein  | 3     | 1936, 1937, 1939             |
|  | SV Yorck Boyen Insterburg | 2     | 1935, 1938                   |
|  | SC Preußen Danzig         | 1     | 1934                         |

## Ewige Tabelle
Berücksichtigt sind alle Gruppen- und Finalspiele der Gauliga Ostpreußen zwischen den Spielzeiten 1933/34 und 1943/44. Zwischen den Spielzeiten 1935/36 und 1937/38 sind nur die eigentlichen Gauligaspiele berücksichtigt. In der Spielzeit 1939/40 ist nur die Finalgruppe berücksichtigt, die abgebrochene Spielrunde 1944/45 ist in der Tabelle nicht dargestellt. Die Tabelle richtet sich nach der damals üblichen Zweipunkteregel.
| Pl. | Verein                             | Jahre | Sp. | S  | U  | N  | T+  | T-  | Diff. | Punkte  | Ø-Pkt. | Titel | Spielzeiten nach Kalenderjahren |
| --- | ---------------------------------- | ----- | --- | -- | -- | -- | --- | --- | ----- | ------- | ------ | ----- | ------------------------------- |
| 1.  | VfB Königsberg                     | 11    | 114 | 72 | 13 | 29 | 454 | 183 | +271  | 157:71  | 1,38   | 5     | 1933–44                         |
| 2.  | Hindenburg Allenstein              | 6     | 66  | 53 | 7  | 6  | 268 | 86  | +182  | 113:19  | 1,71   | 3     | 1933–39                         |
| 3.  | SV Prussia-Samland Königsberg      | 10    | 112 | 50 | 11 | 51 | 225 | 270 | −45   | 111:113 | 0,99   | 0     | 1933–36, 1937–44                |
| 4.  | Yorck Boyen Insterburg             | 6     | 66  | 35 | 13 | 18 | 208 | 119 | +89   | 83:49   | 1,26   | 2     | 1933–39                         |
| 5.  | SVgg Masovia Lyck                  | 6     | 60  | 31 | 8  | 21 | 179 | 146 | +33   | 70:50   | 1,17   | 0     | 1933–39                         |
| 6.  | BuEV Danzig                        | 6     | 62  | 27 | 12 | 23 | 121 | 123 | −2    | 66:58   | 1,06   | 0     | 1933–36, 1937–40                |
| 7.  | SC Preußen Danzig                  | 5     | 44  | 20 | 5  | 19 | 117 | 95  | +22   | 45:43   | 1,02   | 1     | 1933–37, 1939/40                |
| 8.  | SC Gedania Danzig                  | 5     | 54  | 17 | 10 | 27 | 113 | 158 | −45   | 44:64   | 0,81   | 0     | 1933–35, 1936–39                |
| 9.  | Reichsbahn SG Königsberg           | 4     | 48  | 18 | 3  | 27 | 104 | 141 | −37   | 39:57   | 0,81   | 0     | 1940–44                         |
| 10. | SV Preußen Mielau a                | 2     | 24  | 18 | 1  | 5  | 111 | 28  | +83   | 37:11   | 1,54   | 0     | 1940–42                         |
| 11. | SV Insterburg                      | 5     | 60  | 14 | 9  | 37 | 118 | 257 | −139  | 37:83   | 0,62   | 0     | 1934/35, 1940–44                |
| 12. | SV Rasensport-Preußen Königsberg b | 4     | 48  | 15 | 6  | 27 | 107 | 135 | −28   | 36:60   | 0,75   | 0     | 1933–35, 1936/37, 1938/39       |
| 13. | Polizei-SV Danzig                  | 2     | 30  | 14 | 4  | 12 | 78  | 82  | −4    | 32:28   | 1,07   | 0     | 1934/35, 1938/39                |
| 14. | LSV Richthofen Neukuhren           | 2     | 24  | 12 | 4  | 8  | 84  | 65  | +19   | 28:20   | 1,17   | 0     | 1940/41, 1942/43                |
| 15. | MTV Ponarth                        | 2     | 24  | 10 | 2  | 12 | 72  | 93  | −21   | 22:26   | 0,92   | 0     | 1942–44                         |
| 16. | SV Viktoria Allenstein             | 2     | 24  | 8  | 4  | 12 | 61  | 93  | −32   | 20:28   | 0,83   | 0     | 1933–35                         |
| 17. | MSV von der Goltz Tilsit           | 3     | 30  | 8  | 2  | 20 | 46  | 82  | −36   | 18:42   | 0,6    | 0     | 1935–37, 1938/39                |
| 18. | Tilsiter SC                        | 2     | 24  | 6  | 4  | 14 | 55  | 80  | −25   | 16:32   | 0,67   | 0     | 1933–35                         |
| 19. | Rastenburger SV                    | 2     | 24  | 6  | 4  | 14 | 44  | 88  | −44   | 16:32   | 0,67   | 0     | 1933–35                         |
| 20. | Königsberger STV                   | 2     | 24  | 5  | 5  | 14 | 45  | 95  | −50   | 15:33   | 0,63   | 0     | 1942–44                         |
| 21. | SV Allenstein                      | 1     | 12  | 6  | 2  | 4  | 29  | 33  | −4    | 14:10   | 1,17   | 0     | 1943/44                         |
| 22. | LSV Heiligenbeil                   | 1     | 12  | 5  | 0  | 7  | 33  | 33  | ±0    | 10:14   | 0,83   | 0     | 1941/42                         |
| 23. | SV Viktoria Elbing                 | 1     | 12  | 2  | 2  | 8  | 19  | 43  | −24   | 6:18    | 0,5    | 0     | 1933/34                         |
| 24. | VfB Osterode                       | 1     | 12  | 1  | 1  | 10 | 13  | 56  | −43   | 3:21    | 0,25   | 0     | 1941/42                         |
| 25. | FC Preußen Gumbinnen               | 1     | 12  | 0  | 2  | 10 | 15  | 56  | −41   | 2:22    | 0,17   | 0     | 1933/34                         |
| 26. | SV Goldap                          | 1     | 6   | 0  | 0  | 6  | 8   | 30  | −22   | 0:12    | 0      | 0     | 1936/37                         |
| 27. | Freya-VfR Memel                    | 1     | 12  | 0  | 0  | 12 | 6   | 63  | −57   | 0:24    | 0      | 0     | 1940/41                         |

## Ligasystem
Das Ligensystem im Fußballgau Ostpreußen unterlag im Laufe des Bestehens einigen Änderungen. Unter der Gauliga war die Fußball-Bezirksklasse Ostpreußen als zweite Ligastufe eingerichtet, die in mehreren Bezirken ausgespielt wurde. Die Sieger der Abteilungen qualifizierten sich für die Aufstiegsrunde zur Gauliga, die zwei bestplatzierten Mannschaften in dieser Runde stiegen in die Gauliga auf. Unter der Bezirksklasse waren die 1. und 2. Kreisklassen angeordnet. Ab 1939/40 wurde die Gauliga in Bereichsklasse und die Bezirksklasse in 1. Klasse umbenannt, darunter folgten die 2. und 3. und 4. Klassen.